# Grupo Arranke
Le groupe Grupo Arranke, créé en 2010 à Hermosillo, dans l'état de Sonora, au Mexique, et dont les membres ont décidé de se séparer en 2018 pour se consacrer à de nouveaux projets, est un groupe de musique régionale mexicaine qui a principalement œuvré dans les sous-genres suivants : musique norteña, ranchera, corrido, banda et musique de la Sierra. 
Certaines chansons que le groupe a créé ont été enregistrées par des artistes comme Christian Nodal, Natalia Aguilar, Los Plebes del Rancho, El Fantasma, Voz de Mando, Chuy Lizárraga, Adriel Favela, Jovanny Cadena, ou Los Cuates de Sinaloa.

## Membres
- Óscar Armando Díaz De León Huez (première voix, bajo quinto, , bajo sexto, compositeur)[2],[3],[4].
- Federico "Fede" Sanchez Baldenegro[note 1](seconde voix, guitare, bajo quinto, bajo sexto)[2],[3],[4].
- Ramón Alan "Alan" Mendivil Rivera[note 2](accordéon)[2],[3],[4].
- Gilberto Meneses Romo (tuba)[2],[3].
- Francisco Cruz Preciado (batterie)[4].
- Eduardo Silva Herrera "Lalo" (batterie)[2],[3],[4].
- Hector Franco Coronado (basse électrique)[4],[5].

## Carrière
En 2014, le groupe Arranke participe au festival « Jueves Negro Blue Colash  » de Santa María Tequepexpan à San Pedro Tlaquepaque dans l'état de Jalisco.
.
En 2015, le groupe Arranke expérimente avec Alex Don, en publiant un enregistrement et une vidéo de la chanson « Minita de oro », l'adaptation de la bachata à la musique de style serieño banda.
En 2017, le groupe Arranke enregistre une chanson, écrite par Geovani Cabrera et Horacio Palencia,  « A Través Del Vaso », sur laquelle, ses auteurs nourrissent des doutes.
Le groupe Arranke obtient les droits sur la maquette qu'Oscar Diaz de León adapte au style serieño banda du groupe et à son gout personnel. Le groupe l'enregistre et réalise une vidéo pour l'illustrer. Rien ne se passe jusqu'au mois de mai 2018, où Oscar Diaz de León, qui s'est, entre temps, lancé dans un projet en soliste sous le pseudonyme Carín León, l'interprète dans le cadre d'un festival à Hermosillo. Une admiratrice réalise une vidéo amateur à partir d'un téléphone, la met en ligne sur les réseaux sociaux, et la chanson devient virale. Carin León en publie une nouvelle version le 24 août 2018. Elle est enregistrée et publiée, le 31 août 2018 par la Banda Los Sebastianes qui réalise à son tour une vidéo qu'elle publie le 7 septembre 2018.
La chanson fait ensuite l'objet de multiples interprétations, notamment par Germán Montero, Christian Nodal, Lupillo Rivera, Lucero & Banda Los Sebastianes, La Contra, Mariachi Imperial Villa Hidalgo Jalisco, Revolver Cannabis, parmi de nombreux autres. « A Través Del Vaso » devient, pour ses auteurs, un énorme succès populaire et un classique de fait du genre musique régionale mexicaine.

## Œuvres enregisrées

### Simples vidéos
| Titre                     | Année/Date        | Editeur                                                    | Réalisateurs                          | Autres participants        | En ligne |
| ------------------------- | ----------------- | ---------------------------------------------------------- | ------------------------------------- | -------------------------- | -------- |
| 180                       | 20 décembre 2010  |                                                            |                                       |                            | « - »    |
| La Tonta Oficial          | 7 janvier 2014    |                                                            |                                       |                            | « - »    |
| Piernas De Arete          | 6 janvier 2015    | Arranke Promotions, LLC                                    |                                       | El Cabo (es), Beto Sierra. | « - »    |
| El Amigo                  | 12 avril 2016     | CD Baby Sync Publishing, Sony ATV Publishing, Banda 3 Rios |                                       | Banda 3 Rios               | « - »    |
| Minita de oro             | 10 mai 2016       | JG Records                                                 | Mona Films                            | Alex Don                   | « - »    |
| No pasa de Moda           | 3 août 2016       | Entertainment Inc                                          |                                       |                            | « - »    |
| El Vitaminas              | 21 février 2017   | Cima Music Group                                           | Mauricio Ornelas Y Eleazar Valenzuela |                            | « - »    |
| El Kopa Tropa             | 3 juin 2017       | Cima Music Group                                           |                                       |                            | « - »    |
| Aunque El Mundo Se Oponga | 11 janvier 2018   |                                                            |                                       |                            | « - »    |
| A Través Del Vaso Vídeo   | 13 septembre 2018 | Cima Music Group LLC                                       |                                       |                            | « - »    |

### Interviews en ligne
| Titre                                          | Média             | Émission          | Animateur          | Date            | Référence                             |
| ---------------------------------------------- | ----------------- | ----------------- | ------------------ | --------------- | ------------------------------------- |
| Grupo Arranke de Promocion                     | Televisa Mexicali | 3 Grupero         | Felix Castillo     | 24 octobre 2014 | « - » (consulté le 26 septembre 2020) |
| Entrevista a los integrantes del Grupo Arranke | Excélsior TV      | Excélsior Informa | Gwendolyne Flores. | 15 février 2015 | « - » (consulté le 26 septembre 2020) |

### Classements
| Titre             | Classement                | Date             | Meilleure position | Durée de présence |
| ----------------- | ------------------------- | ---------------- | ------------------ | ----------------- |
| A Traves del Vaso | Billboard Hot Latin Songs | 22 décembre 2018 | 34                 | 18 semaines       |
| A Traves del Vaso | Latin Digital song Sales  | 8 décembre 2018  | 23                 | 1 semaine         |

## Reconnaissances professionnelles

### CertificationsRIAA
| Titre             | Date de publication | Certificat        | Date de certification | Nombre de copies vendues |
| ----------------- | ------------------- | ----------------- | --------------------- | ------------------------ |
| A Traves del Vaso | 25 octobre 2017     | Disque de platine | 30 mars 2020          | 6 millions               |
| A Traves del Vaso | 25 octobre 2017     | Disque d'or       | 30 mars 2020          | 6 millions               |